# Indslev Bryggeri
Indslev Bryggeri ligger i Indslev ved Nørre Aaby på Vestfyn. Det åbnede første gang i 1897 under navnet Bryggeriet Heimdal. Senere, i 1944, skiftede det navn til Indslev Bryggeri, og har også i en kortere periode heddet Bryggeriet Juelsminde (1953 – 1955).
Indslev Bryggeri producerede hvidtøl og sodavand til landbefolkningen på Fyn. Hvidtøl og sodavand blev kørt ud til gårdene og også solgt direkte fra bryggeriet, bl.a. som stakitøl.
Hvidtølsproduktionen stoppede i 1973, da salget var faldet i takt med at landbruget blev automatiseret, og færre karle på gårdene drak hvidtøllet. Sodavandsproduktionen fortsatte dog helt til 1990, hvor bryggeriet lukkede. Herefter har det bl.a. været brugt som kunsthal.
Indslev Bryggeri genåbnede med ny ejer i april 2006. Det nyåbnede bryggeri har specialiseret sig i produktion af hvedeøl, og alt det øl de producerer er fremstillet af hvedemalt.
Indslevs Julehvede vandt en blindtest af juleøl i gratisavisen Urban (2006). 
Indslev Bryggeri startede i 2012 produktserien Ugly Duck Brewing Co.
I 2018 var bryggeriet konkursbegæret, og blev opkøbt og videreført af A/S Bryggeriet Vestfyen.

## Produkter
- Hvede I.P.A
- Hvid Hvede
- Julehvede
- Påskehvede
- Sort Hvede
- Svane Hvede
- Påske Hvede
- Frederiks Jul
- Frederiks Påske